# Heidi Brühl
Heidi Brühl (München, 1942. január 30. – Starnberg, 1991. június 8.) német énekesnő és színésznő.

## Életpályája
1953-ban szerepelt először a televízióban s 1954-ben Harald Braun német filmrendező fedezte fel. Színi- és énektanulmányokat folytatott. 1963-ig édesapja volt a menedzsere, aki ekkor hunyt el. Az NSZK-ban élt, majd férjhezment és 1964-ben Rómában telepedett le. 1970-ben az USA-ba utazott, ahol Las Vegasban Sammy Davis Jr.-ral jelent meg. Az 1980-as évek elején visszatért Németországba. A Playboy magazin 1980. januári számában is látható volt.

### Színészi pályája
Filmjeiben főként bájos bakfisokat elevenített meg. 1955–1957 között az Immenhof-filmek tették ismertté Németországban. 1956-ban Bambi-díjra jelölték a Hochzeit auf Immenhof filmben nyújtott alakításáért. 1963-ban a Színbád kapitány című filmben Guy Williams partnere volt. 1973-ban szerepet kapott Peter Falk filmjében a Columbo-ban is. 1984-ben ő volt az egyik szinkron A Végtelen Történet című filmben. 1990-ben a Nicsak, ki beszél még! egyik szinkronhangja volt.

### Énekesi pályája
Népszerű táncdalénekes volt. 1959-ben jelent meg első szólóalbuma a Chico Chico Charlie. 1960-ban a Wir wollen niemals auseinandergehn című szólólemezével érte el legnagyobb sikerét, amelyet Michael Jary komponált és már ezzel részt vett az 1960-as Euróvíziós Dalfesztivál német válogatóversenyén, ahol második helyezést ért el. 1963-ban ő képviselte Németországot az Euróvíziós Dalfesztiválon Marcel című számával, ahol a 9. helyet szerezte meg. 1964-ben musical-eket énekelt.

## Magánélete
1964–1976 között Brett Halsey (1933-) amerikai színész volt a párja. Lánya, Nicole Brühl (1970-) olasz színésznő; fia Clayton Halsey (1967-) olasz filmvágó és színész. A 70-es években egy ideig együtt élt Ernyey Bélával.

## Filmjei
- Az utolsó nyár (Der letzte Sommer) (1954)
- Egy tizenhét éves regénye (Roman einer Siebzehnjährigen) (1955)
- Egy szélhámos vallomásai (1957)
- A koraérettek (Die Frühreifen) (1957)
- Anya nélkül nem megy (Ohne Mutter geht es nicht) (1958)
- Ne hagyj engem vasárnap egyedül! (Lass mich am Sonntag nicht allein) (1959)
- 2 x Ádám - 1 x Éva (1959)
- A trutzbergi juhász (Der Schäfer vom Trutzberg) (1959)
- Álmaim hőse (Der Held meiner Träume) (1960)
- Freddy és az éjszaka melódiái (Freddy und die Melodie der Nacht) (1960)
- Egyik csinosabb mint a másik (Eine hübscher als die andere) (1961)
- A cigánybáró (Der Zigeunerbaron) (1962)
- Lieben Sie Show...? (1962-1963)
- Színbád kapitány (1963)
- Columbo: Matt két lépésben (1973)
- Bosszú az Eiger csúcsán (1975)
- Két férfi, egy eset (1984–1987)
- Az Öreg (1985)
- Paradicsom Szálló (1990)

### Immenhof-filmek
- Die Mädels vom Immenhof (1955)
- Hochzeit auf Immenhof (1956)
- Ferien auf Immenhof (1957)

## Lemezei
| - 1959: Chico Chico Charlie (5.) - 1959: Immer wenn du bei mir bist (37.) - 1959: Wir werden uns finden (20.) - 1960: Mister Love (26.) - 1960: Wir wollen niemals auseinandergehn (1.) - 1960: Ich liebe den Mondschein (48.) - 1960: Immer will ich dir gehören (23.) - 1961: Das kann morgen vorbei sein (14.) - 1961: Die Hochzeitsmelodie (24.) - 1961: Ich hätt getanzt heut nacht - 1961: Sieh mal an - 1962: Tag für Tag bekomme ich drei Rosen (15.) - 1962: In der Straße wohnst du - 1963: Marcel (36.) - 1963: Man sagt, verliebt sein, das wäre wundervoll - 1963: Wie wär's mit Charleston? - 1963: Du gehst an mir vorbei - 1964: Hernando’s Hideaway - 1964: Einmal sage ich ja - 1965: Da war ein Girl, da war ein Boy - 1966: Weiter dreht sich unsre Welt - 1966: Hab keine Angst vor morgen - 1966: Hundert Mann und ein Befehl (8.) - 1967: Mein Weg mit dir (33.) - 1967: Bleibe bei mir - 1968: La, la, la - 1968: La bambola - 1968: Alles verstehen, heißt alles verzeih´n - 1969: Boom Bang-A-Bang - 1969: Ich schließe meine Augen - 1970: Vagabondo - 1970: Regen fällt heute auf die Welt - 1971: Der Schlüssel dafür - 1972: Sinfonie (Elite) - 1973: Da war meine Liebe schon vorbei - 1975: Wenn die Liebe nicht wär auf der Welt (Nicole lányával) - 1978: Komm, nimm mich - 1980: Zärtlichkeit - 1981: You are a Part of my Heart (45.) - 1982: Mamacita - 1982: No ties, no tears - 1983: I'm still in love with you - 1984: This time (Duett mit John James) - 1989: Sun in your heart (produziert von Drafi Deutscher) | - 1963: Annie Get Your Gun (Gesamtaufnahme aus dem Theater des Westens) - 1965: Verliebt wie du und ich - 1967: Meine Welt - 1968: Wir wollen niemals auseinandergehn - 1968: Heidi Brühl - 1982: Think of me - 1991: Weil's aus Liebe war |

## Fordítás
- Ez a szócikk részben vagy egészben  a   Heidi Brühl című német Wikipédia-szócikk fordításán alapul.  Az eredeti cikk szerkesztőit annak laptörténete sorolja fel. Ez a jelzés csupán a megfogalmazás eredetét és a szerzői jogokat jelzi, nem szolgál a cikkben szereplő információk forrásmegjelöléseként.
- Ez a szócikk részben vagy egészben  a   Heidi Brühl című angol Wikipédia-szócikk fordításán alapul.  Az eredeti cikk szerkesztőit annak laptörténete sorolja fel. Ez a jelzés csupán a megfogalmazás eredetét és a szerzői jogokat jelzi, nem szolgál a cikkben szereplő információk forrásmegjelöléseként.